# La casa imaginaria (ópera)
La casa imaginaria es una ópera de Gustavo Díaz-Jerez con libreto de Pilar Mateos basado en un cuento de la misma autora fechado en 1994. Tuvo su estreno en el Auditorio Ciudad de León el 9 de noviembre de 2018. Tuvo una magnífica acogida de público con dos representaciones con las entradas agotadas. La música emplea estructuras generadas algorítmicamente, así como material de Iamus, un algoritmo diseñado para la creación de música contemporánea a través de modelos bioinspirados.